# Фемарн
Фемарн (нем. Fehmarn, дат. Femern — Фемерн) — остров в Балтийском море (и с 2003 года — город) в современной Германии (ФРГ), в земле Шлезвиг-Гольштейн.
Сейчас остров — один из значительнейших в Германии и один из главных островов Балтийского моря, а город входит в состав района Восточный Гольштейн. 
Площадь острова — 185,45 км², длина побережья — 78 километров. Население составляет 12 942 человека (на 31 декабря 2010 года). Официальный код — 01 0 55 046. Высочайшие точки острова — холмы Hinrichsberg (27,2 метра) и Wulfener Berg (26,5 метра). На острове находится маяк Мариенлейхте.

## История
Остров и город расположен в 18 километрах к югу от датского острова Лолланн. Ранее Фемерн (остров) входил в состав Вагрии.
Адам Бременский писал, что остров принадлежал славянам и назывался Фембре. Александр Гильфердинг уточнял, что островом владели вагры. После его захвата германцами местные жители были истреблены или онемечены.
Герцог Шлезвига Вальдемар IV в 1287 году, после того как был убит король Дании Эрик V, захватил острова Альзен, Эре и Фемарн, но в 1295 году был вынужден вернуть захваченное Дании.
1 июня 1644 года к западу от острова Фемарн, близ голштинского берега, произошла морская битва между датским флотом (в количестве 30 кораблей) под командованием самого короля Христиана IV,  и шведским (в составе 40 судов) под началом адмирала Класа Ларссона Флеминга. В ходе битвы шведы вынуждены были отступить.
13 октября 1644 года у острова Фемарн датский флот был разбит шведским под командованием адмирала Карла-Густава Врангеля.
В 1657 году, во время войны между Польшей и Швецией, войска во главе с Раймондо Монтекукколи, посланным на помощь польскому королю Яну-Казимиру против Карла X, отняли у шведов Краков и последовательно завладели Померанией, Шлезвигом, Голштинией, Ютландией, Альзеном и Фемерном.
В 1715 году близ Фемарна произошёл бой между датской эскадрой под командованием Карла Кристиана Габеля (7 корветов, 2 фрегата) и шведским отрядом под командованием Ханса Вахтмейстера (4 корвета, 2 фрегата), шведы сдались на милость победителей.
На 1909 год Фемарн (Fehmarn) — прусский остров, у Шлезвига, площадью 185 квадратных километров, и проживало на нём 10 000 жителей.
С 1963 года Фемарн соединён с материком арочным автомобильно-железнодорожным Фемарнзундским мостом, общая длина которого составляет 963 метра.
С северной стороны остров омывается водами пролива Фемарн-Бельт.
27 июня 2007 года датские и немецкие власти подписали проект по строительству моста через пролив к острову Лолланн. Позже было решено вместо моста строить тоннель под проливом, открытие которого намечено на 2029 год.
Побережье острова является местом отдыха перелётных птиц и удачным местом для наблюдения за ними. Также на острове есть аквариум с 40 ёмкостями.
Фемарн известен как место для занятий виндсёрфингом и кайтсёрфингом. Известно более десяти мест для сёрфинга на побережье острова.
Среди достопримечательностей острова — три красивых фахверковых дома, которые представляют собой ныне часть комплекса краеведческого музея, где в экспозиции демонстрируются оружие, старинная мебель, народные костюмы и др. В старой части города Фемарн внимание туристов привлекает церковь Святого Николая, возведённая в XIII веке, внутри которой сохранились росписи времен ее строительства, старинная бронзовая купель.
6 сентября 1970 года на острове на фестивале Open Air Love & Peace состоялся последний, как оказалось в дальнейшем, концерт Джими Хендрикса (его не стало меньше чем через две недели — 18 сентября). В память о финальном выступлении легендарного музыканта на острове установлена глыба гранита с выбитыми на камне изображением его электрогитары, соответствующими краткой надписью и датой. В первые выходные сентября на том же месте ежегодно проходит рок-фестиваль имени Джими Хендрикса.

## Галерея

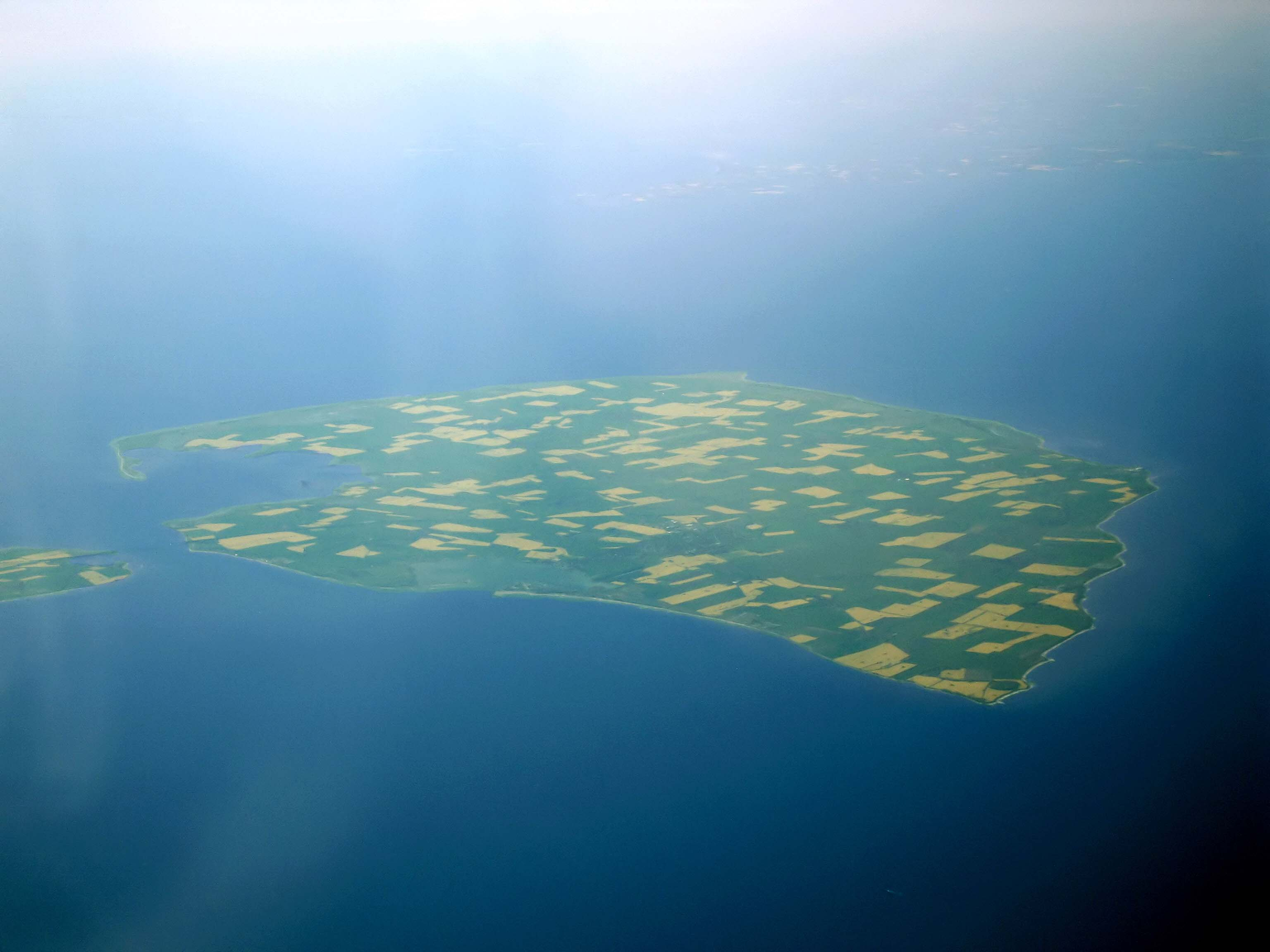
Остров Фемарн.
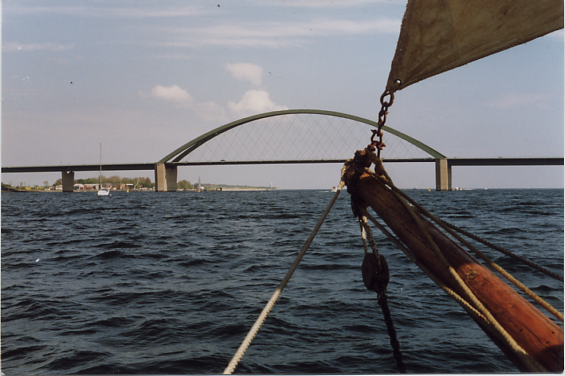
Фемарнзундский мост.
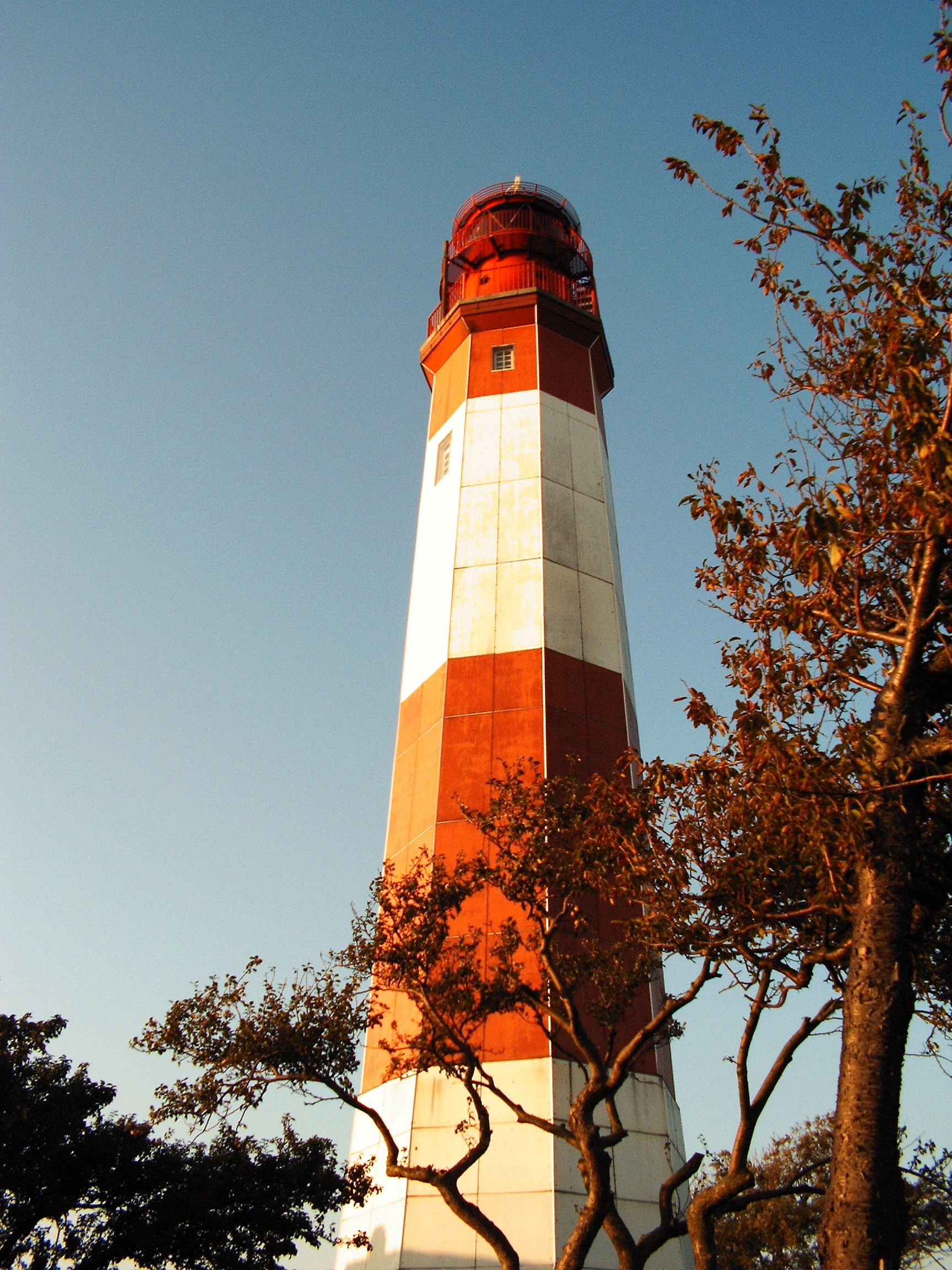
Маяк на острове Фемарн.
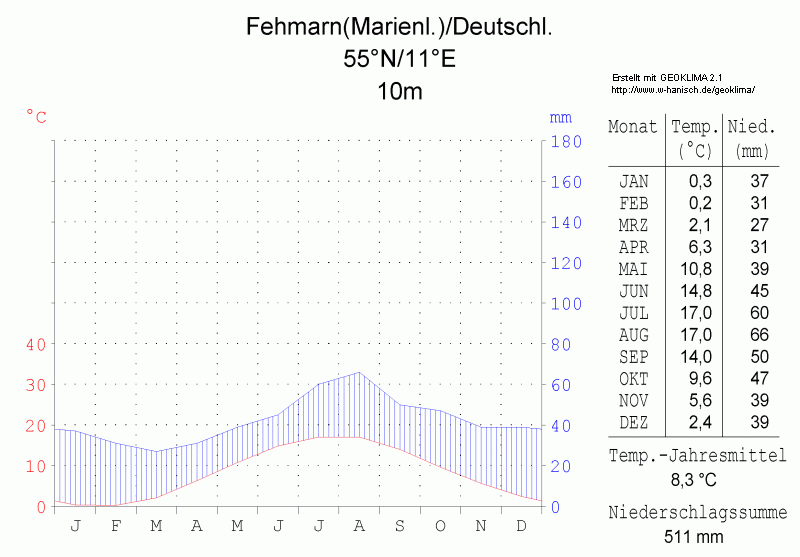
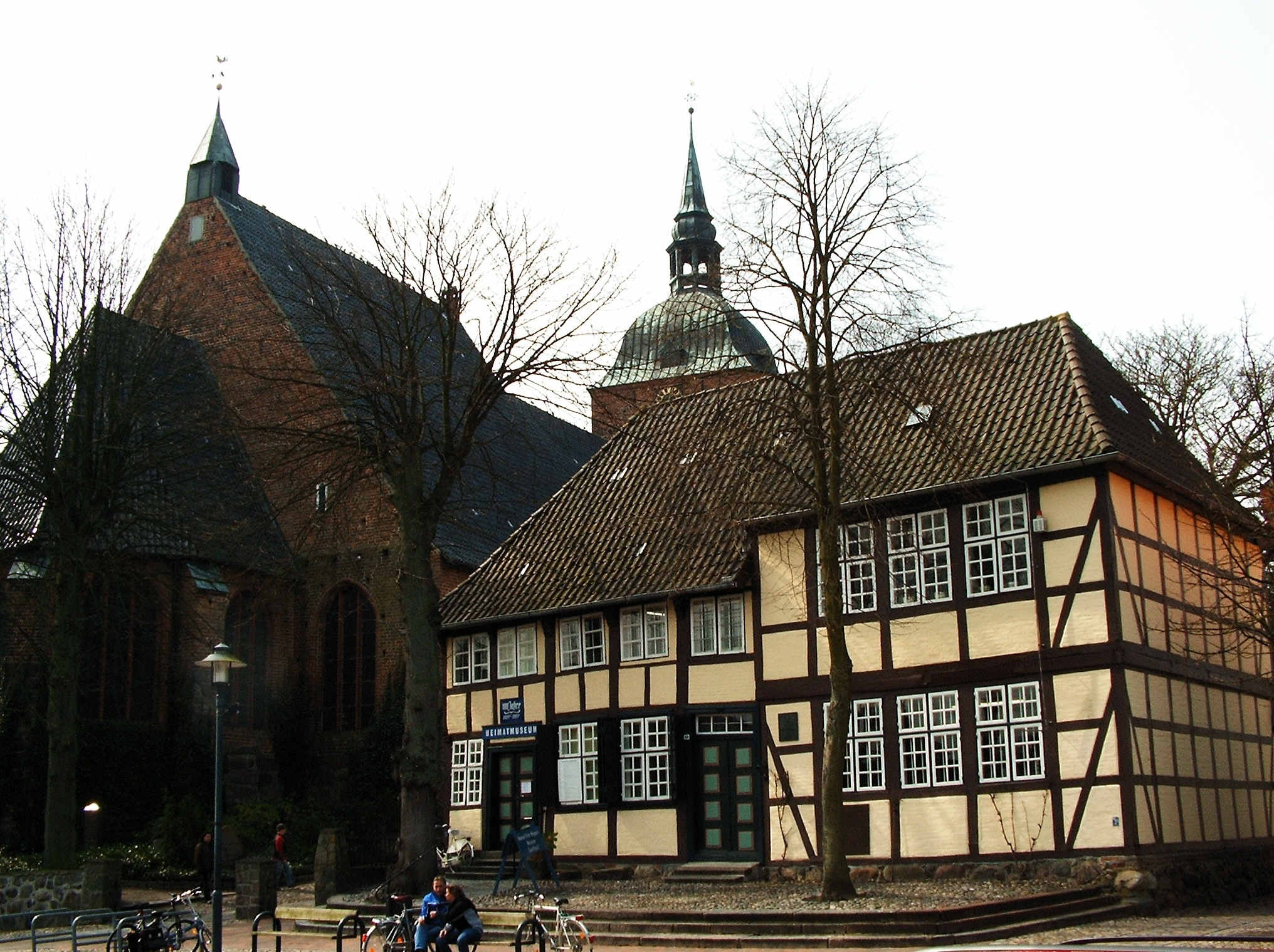
Церковь
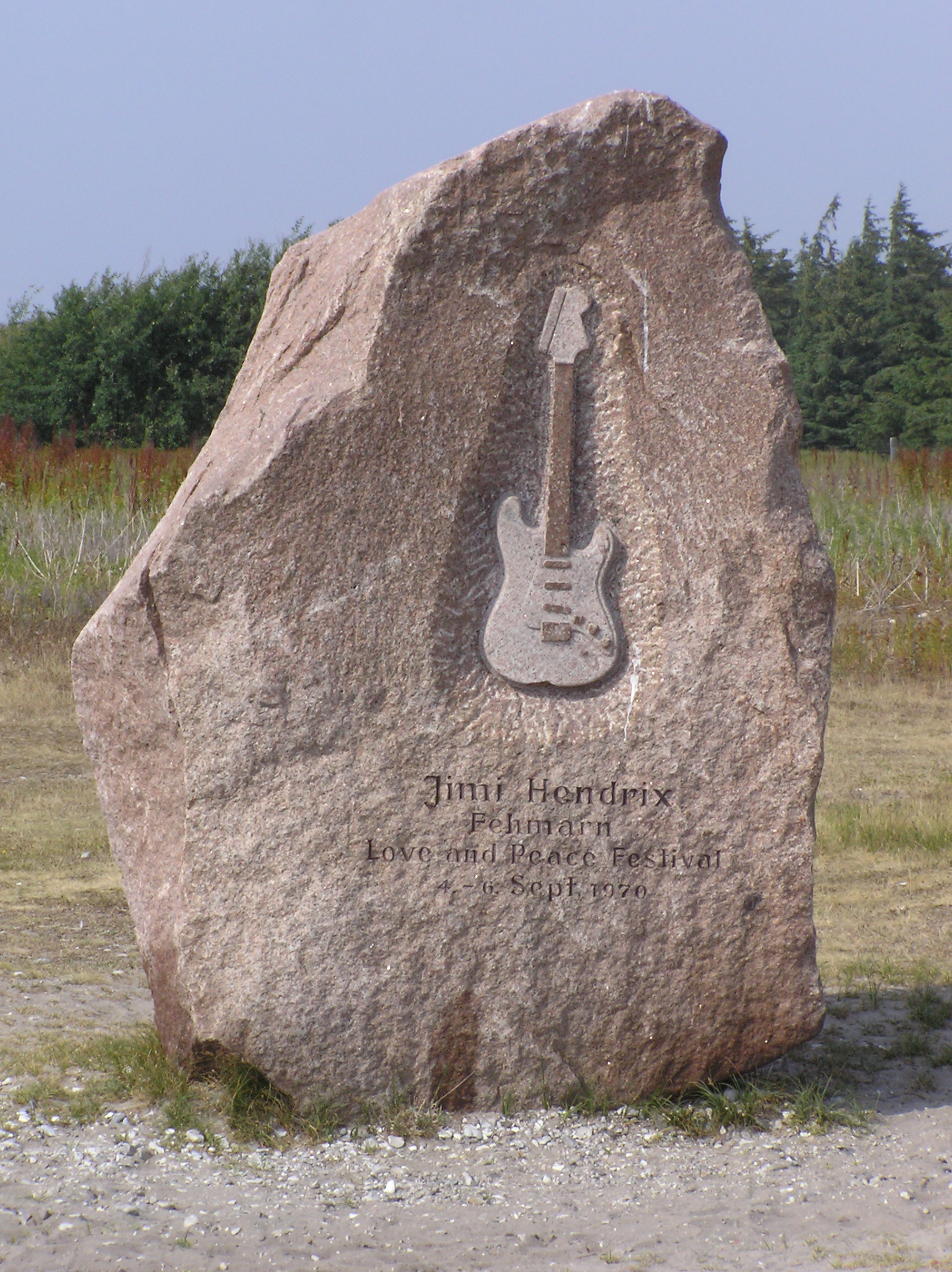
Памятный камень Джими Хендриксу, отыгравшему на острове Фемарн свой самый последний концерт